# What Matters Most
What Matters Most é o trigésimo terceiro álbum da cantora estadunidense Barbra Streisand. Lançado em 2011, sob o selo Columbia Records, possui uma seleção de dez canções inéditas no repertório da cantora, feitas por seus compositores de longa data, Alan Bergman e Marilyn Bergman. A edição deluxe inclui dez canções adicionais que foram previamente gravadas pela cantora, ao longo de sua carreira.
Entre as músicas, destaca-se "So Many Stars", versão cover de Sergio Mendes & Brazil 66, na qual Streisand canta um trecho em português brasileiro, marcando a primeira vez em que canta no idioma. Em entrevista, ela afirmou: "Eu amo Bossa Nova e os Bergman escreveram "So Many Stars" com Sergio Mendes. Na verdade, nunca houve uma tradução brasileira para a música, mas senti que deveria cantar algumas das letras em português". O compositor brasileiro Dori Caymmi, a ajudou na pronúncia.
A cantora gravou o disco na intenção de homenagear a dupla, que além de assinarem vários de seus sucessos, são seus amigos pessoais. O trio se conheceu quando Streisand tinha 18 anos de idade e se apresentava no Bon Soir, um clube da Greenwich Village onde ela dividia um camarim com Phyllis Diller.
Os Bergman receberam a homenagem com surpresa, segundo eles: "Nós praticamente caímos de nossas cadeiras. Barbra era nossa musa. Ela gravou 50 de nossas músicas, o que torna seu papel em nossa vida musical e pessoal uma coisa muito especial". Entre as faixas, elegeram "Windmills of Your Mind", "What Matters Most" e "Nice 'n' Easy" como suas favoritas.
Em 30 de novembro de 2011, recebeu uma indicação ao Grammy Awards na categoria de Best Traditional Pop Vocal Album, o vencedor do prêmio foi Tony Bennett, por seu Duets II.
Comercialmente, vendeu 68 mil cópias nos Estados Unidos na primeira semana e 210 mil cópias até julho de 2012, de acordo com a Nielsen Soundscan.

## Lista de faixas
- Créditos adaptados do encarte da edição deluxe do CD What Matters Most, de 2011.[9]

| N.º | Título                             | Compositor(es)                                | Duração |  |
| 1.  | "The Windmills of Your Mind"       | Michel Legrand,Alan Bergman, Marilyn Bergman  | 3:54    |  |
| 2.  | "Something New In My Life"         | Legrand, Alan Bergman, Marilyn Bergman        | 4:02    |  |
| 3.  | "Solitary Moon"                    | Johnny Mandel, Alan Bergman, Marilyn Bergman  | 4:31    |  |
| 4.  | "Nice 'n' Easy"                    | Lew Spence,Alan Bergman, Marilyn Bergman      | 4:27    |  |
| 5.  | "Alone In the World"               | Jerry Goldsmith,Alan Bergman, Marilyn Bergman | 4:09    |  |
| 6.  | "So Many Stars"                    | Sérgio Mendes,Alan Bergman, Marilyn Bergman   | 4:29    |  |
| 7.  | "The Same Hello, the Same Goodbye" | John Williams,Alan Bergman, Marilyn Bergman   | 4:11    |  |
| 8.  | "That Face"                        | Spence,Alan Bergman, Marilyn Bergman          | 4:31    |  |
| 9.  | "I'll Never Say Goodbye"           | David Shire,Alan Bergman, Marilyn Bergman     | 4:08    |  |
| 10. | "What Matters Most"                | Dave Grusin,Alan Bergman, Marilyn Bergman     | 3:12    |  |

| Deluxe Edition Bonus Disc |                                             |                                                        |         |  |
| N.º                       | Título                                      | Compositor(es)                                         | Duração |  |
| 1.                        | "The Way We Were"                           | Marvin Hamlisch,Alan Bergman, Marilyn Bergman          | 3:30    |  |
| 2.                        | "What Are You Doing the Rest of Your Life?" | Legrand,Alan Bergman, Marilyn Bergman                  | 3:19    |  |
| 3.                        | "You Don't Bring Me Flowers"                | Neil Diamond,Alan Bergman, Marilyn Bergman             | 3:24    |  |
| 4.                        | "Papa, Can You Hear Me?"                    | Legrand,Alan Bergman, Marilyn Bergman                  | 3:29    |  |
| 5.                        | "Pieces of Dreams"                          | Legrand,Alan Bergman, Marilyn Bergman                  | 3:26    |  |
| 6.                        | "The Island"                                | Ivan Lins, Vitor Martins,Alan Bergman, Marilyn Bergman | 4:35    |  |
| 7.                        | "The Summer Knows"                          | Legrand,Alan Bergman, Marilyn Bergman                  | 3:40    |  |
| 8.                        | "How Do You Keep the Music Playing?"        | Legrand,Alan Bergman, Marilyn Bergman                  | 5:09    |  |
| 9.                        | "After the Rain"                            | Legrand,Alan Bergman, Marilyn Bergman                  | 3:43    |  |
| 10.                       | "A Piece of Sky"                            | Legrand,Alan Bergman, Marilyn Bergman                  | 4:20    |  |

## Tabelas
| Tabela musical (2011)                 | Melhor posição |
| ------------------------------------- | -------------- |
| Austrália (ARIA)                      | 42             |
| Áustria (Ö3 Austria Top 40)           | 29             |
| Bélgica (Ultratop Flandres)           | 60             |
| Bélgica (Ultratop Valônia)            | 54             |
| Canadá (Billboard)                    | 11             |
| Países Baixos (Dutch Charts)          | 19             |
| França (SNEP)                         | 156            |
| Alemanha (Offizielle Deutsche Charts) | 18             |
| Hungarian Albums Chart                | 14             |
| Itália (FIMI)                         | 37             |
| Noruega (VG-lista)                    | 30             |
| Polish Albums Chart                   | 24             |
| Espanha (PROMUSICAE)                  | 18             |
| Suécia (Sverigetopplistan)            | 54             |
| Suíça (Schweizer Hitparade)           | 28             |
| Reino Unido (UK Albums Chart)         | 7              |
| Estados Unidos (Billboard 200)        | 4              |

| Tabela musical (2011) | Melhor posição |
| --------------------- | -------------- |
| Billboard Year-End    | 186            |